# Максенки (Орічівський район)
Ма́ксенки (рос. Максенки) — присілок у складі Орічівського району Кіровської області, Росія. Входить до складу Пищальського сільського поселення.
Населення становить 1 особа (2010).